# Amblystegium
Amblystegium är ett släkte av bladmossor som beskrevs av Wilhelm Philipp Schimper. Enligt Catalogue of Life ingår Amblystegium i familjen Amblystegiaceae.

## Bildgalleri

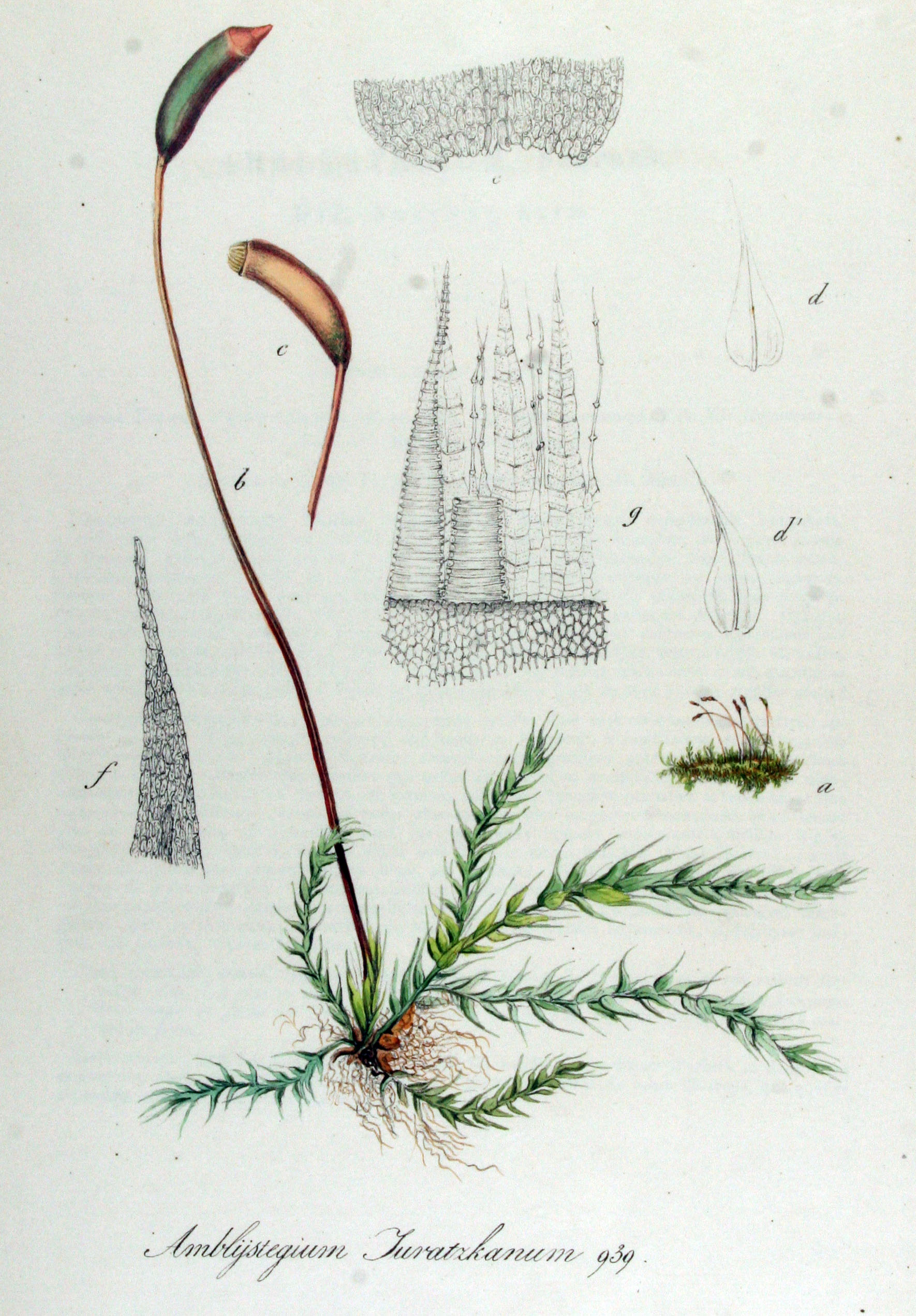
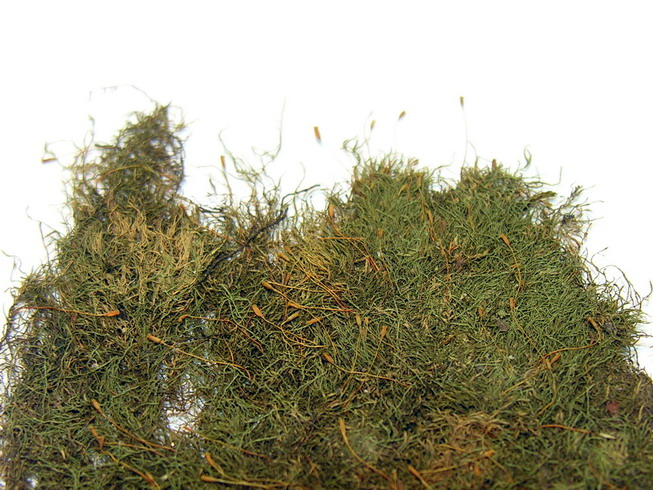
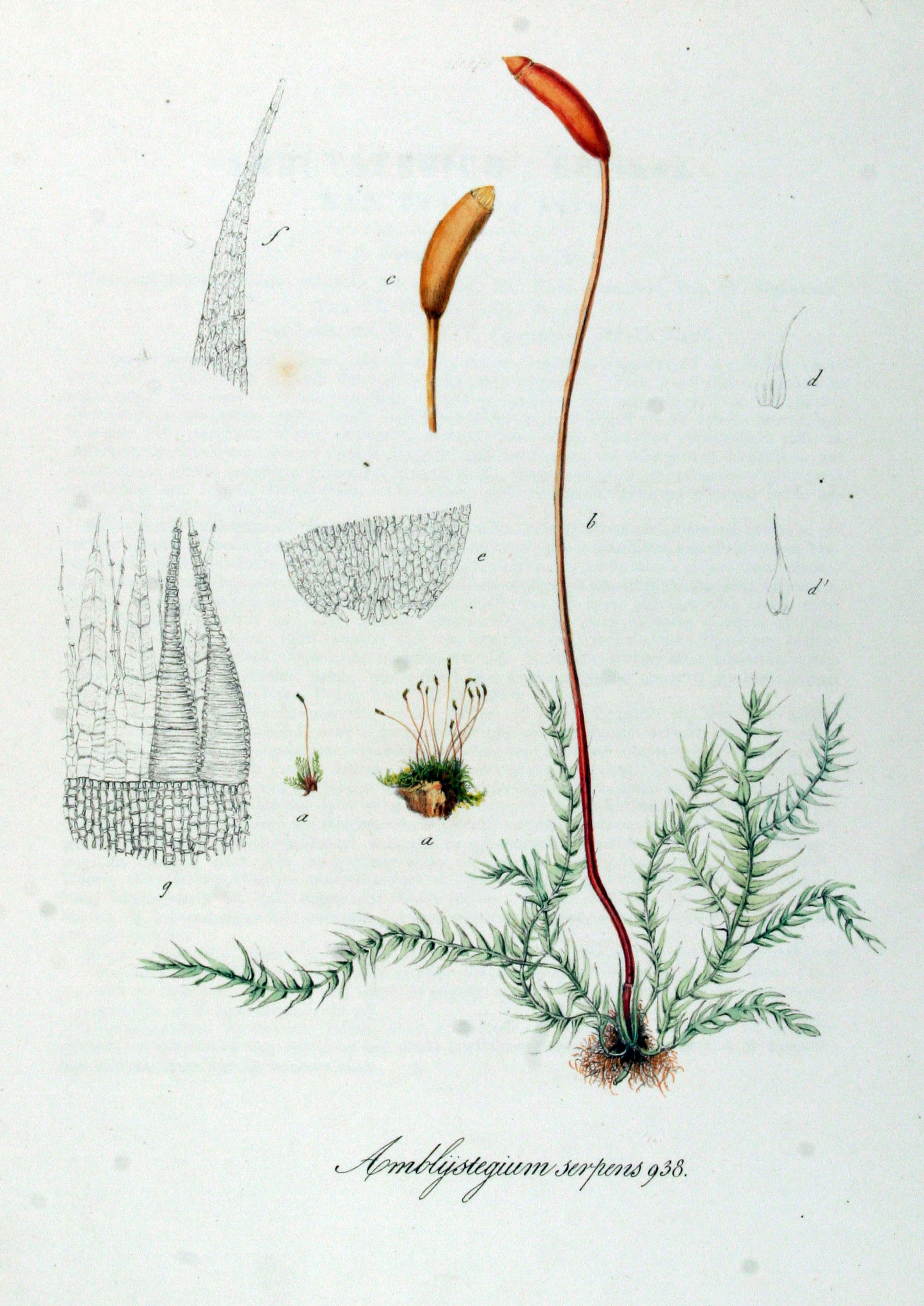
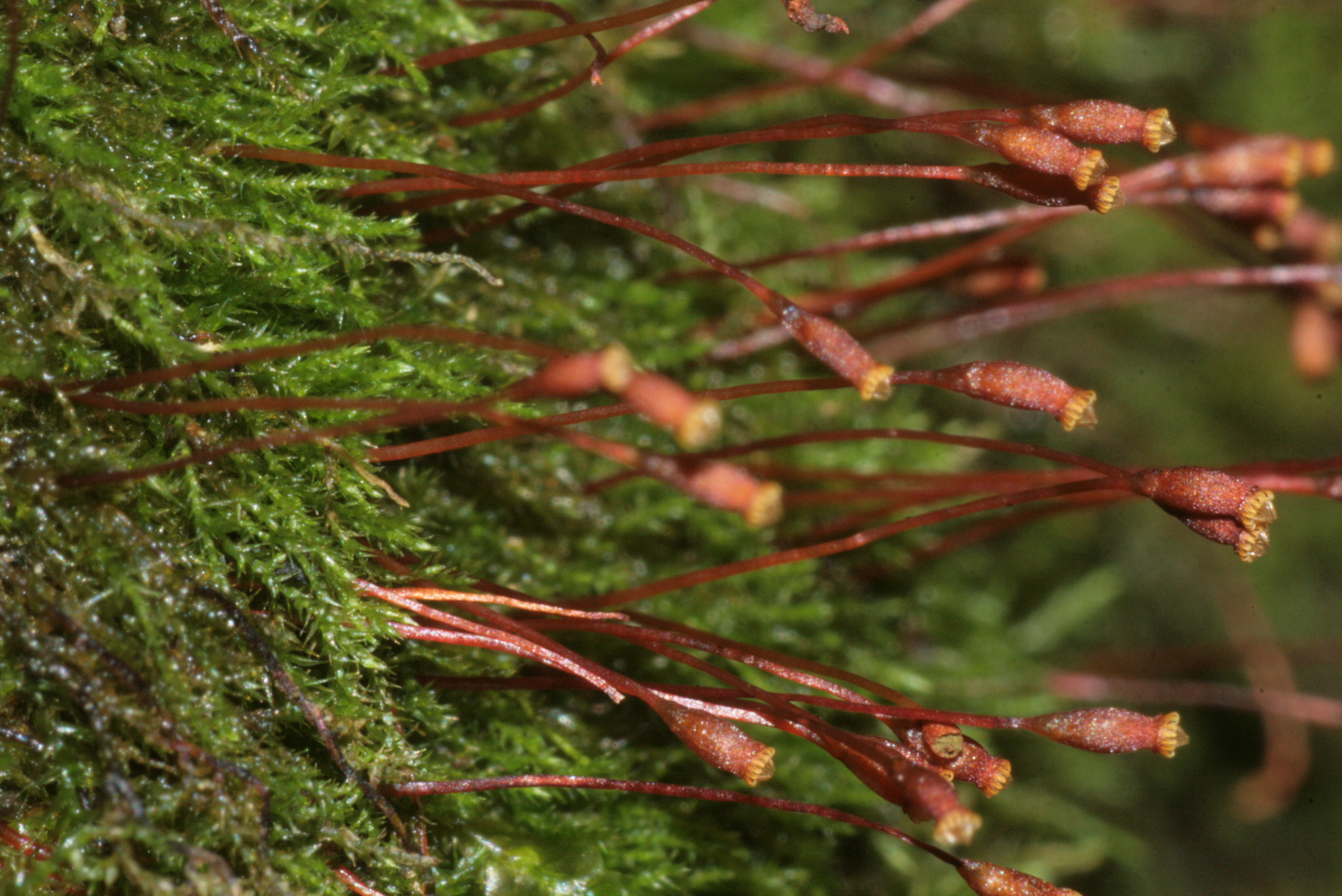
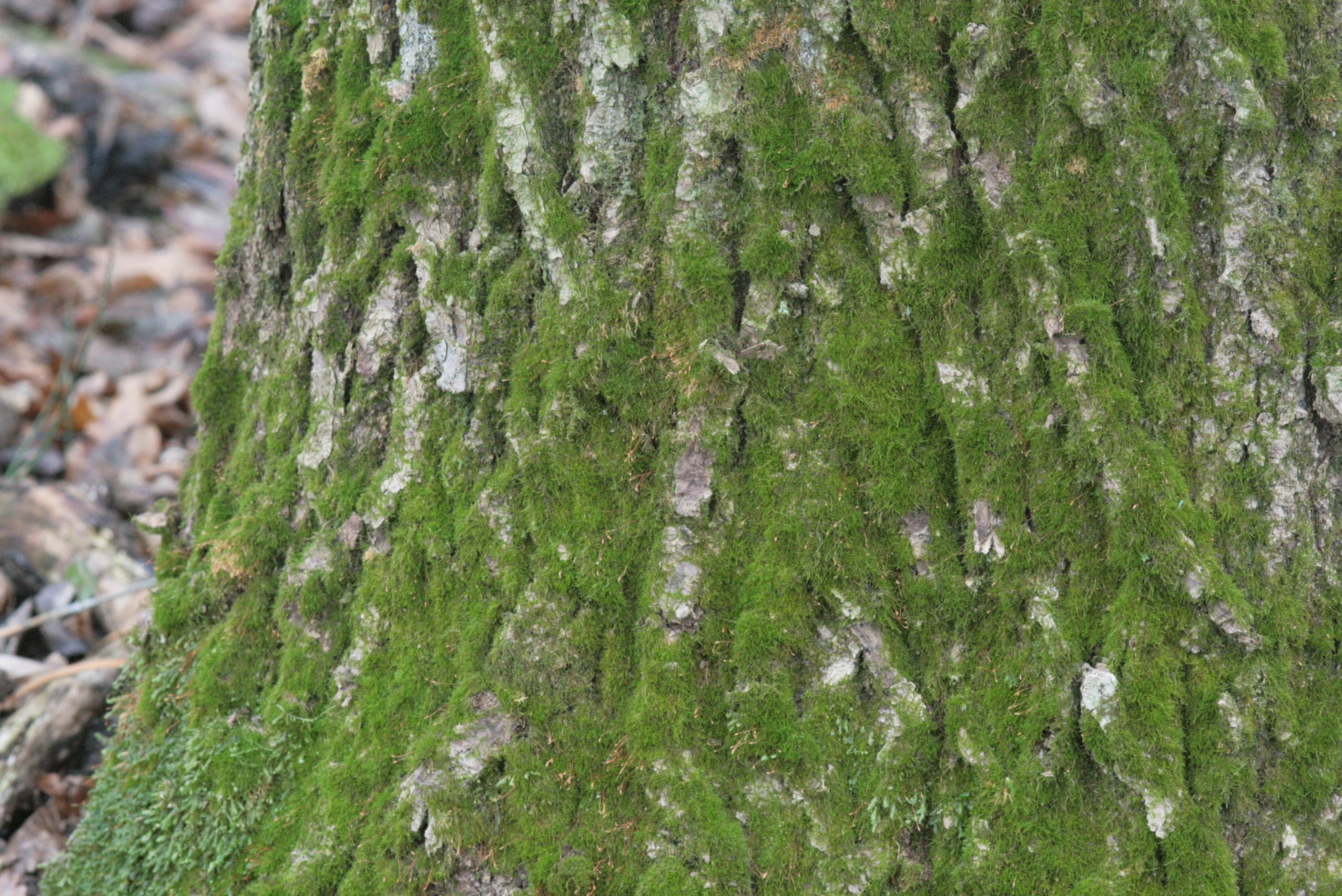
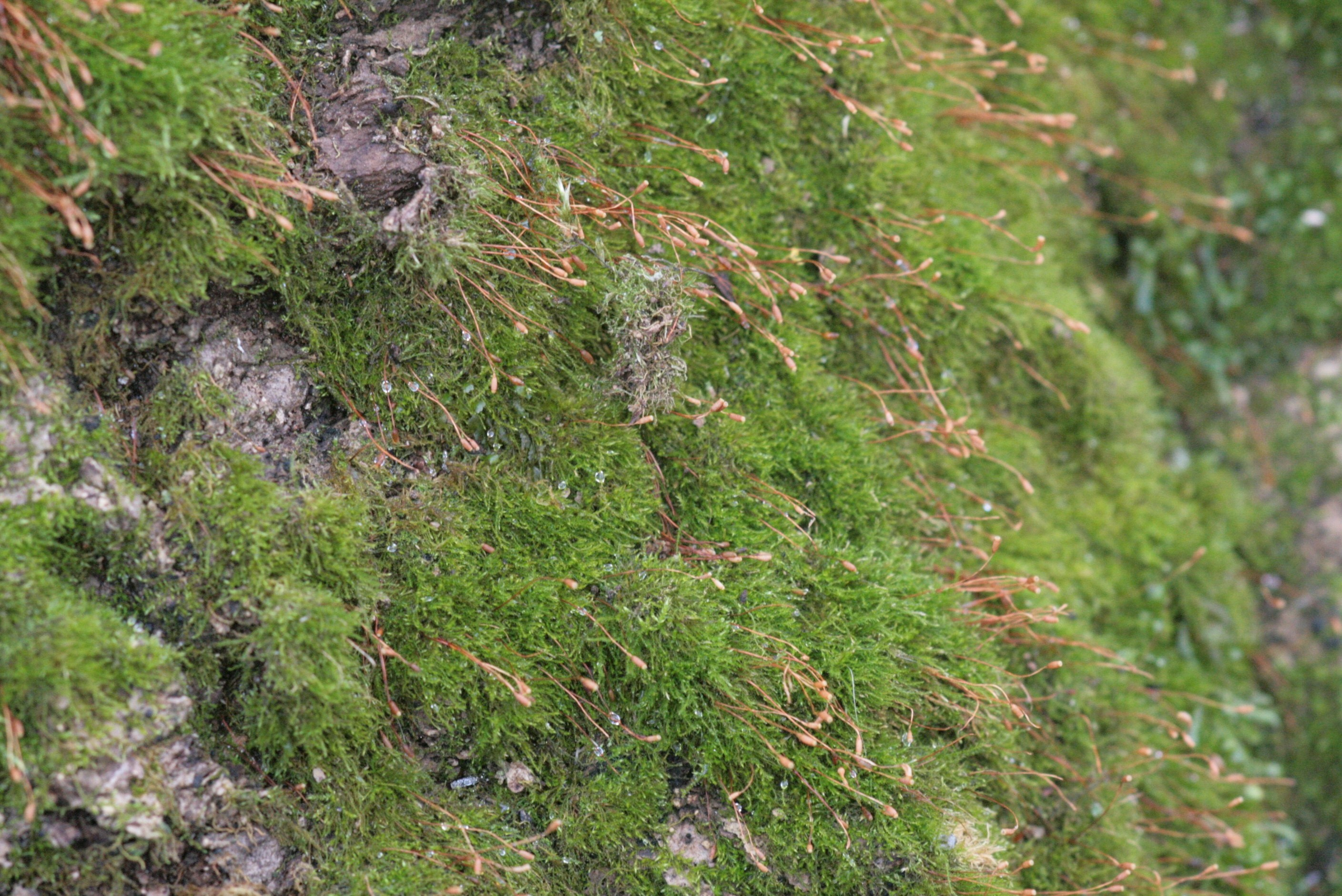

## Dottertaxa tillAmblystegium, i alfabetisk ordning[1][4]
- Amblystegium arvernense
- Amblystegium byssoides
- Amblystegium camisassae
- Amblystegium campyliopsis
- Amblystegium chalaropelma
- Amblystegium cuspidarioides
- Amblystegium excurrens
- Amblystegium filicinum
- Amblystegium formianum
- Amblystegium gallicum
- Amblystegium glaziovii
- Amblystegium jaffuelii
- Amblystegium juratzkanum
- Amblystegium patenti-flexuosum
- Amblystegium perminimum
- Amblystegium pseudosubtile
- Amblystegium rigescens
- Amblystegium riparioides
- Amblystegium rishiriense
- Amblystegium saxatile
- Amblystegium saxicola
- Amblystegium serbicum
- Amblystegium serpens
- Amblystegium sparsile
- Amblystegium speirophyllum
- Amblystegium stricto-serpens
- Amblystegium subtrifarium
- Amblystegium subulatum
- Amblystegium tenuifolium
- Amblystegium versirete